# Bernardo Mozo de Rosales
Bernardo Mozo de Rosales, conocido por su título de marqués de Mataflorida (Sevilla, 20 de agosto de 1762-Agen, 4 de julio de 1832), fue un político español.

## Biografía
Diputado reaccionario en las Cortes de Cádiz es quien entrega a Fernando VII al regreso de éste de Francia el llamado Manifiesto de los Persas. Por ello, el rey le concede el título de marqués de Mataflorida. El 1 de noviembre de 1819 es nombrado secretario de Despacho de Gracia y Justicia cargo que ocuparía hasta el 20 de marzo siguiente. Exiliado a Francia durante el Trienio liberal, presidió la llamada Regencia de Urgel en 1822 junto al barón de Eroles y al arzobispo de Tarragona. Poco antes de la muerte de Fernando VII debió exiliarse en Francia por formar parte de los apostólicos, germen de los carlistas.
Aparece retratado en los Episodios Nacionales de Pérez Galdos, especialmente en Memorias de un cortesano de 1815 y La segunda casaca, y en Los Cien mil Hijos de San Luis. Se le denomina D. Buenaventura y aparece también apelado por su título nobiliario real.

## Títulos y cargos

### Títulos
- I Marqués de Mataflorida.[2][3]

### Cargos
- Ministro de Gracia y Justicia[2][4][5] (1 de noviembre de 1819[5] -  9 de marzo de 1820).[6]
- Fiscal del Consejo de Hacienda.[2]